# G-Eazy
Gerald Earl Gillum (Oakland, California, 24 de mayo de 1989), más conocido por su nombre artístico G-Eazy, es un rapero, compositor, productor y actor estadounidense. Saltó a la fama con su álbum These Things Happen, lanzado el 23 de junio de 2014. Su tercer álbum, When It's Dark Out, se lanzó el 4 de diciembre de 2015 y se consolidó como el más vendido.

## Primeros años
Gerald Earl Gillum nació el 24 de mayo de 1989, el mayor de dos hijos de Edward Gillum, profesor de arte en la Universidad Estatal de California, Fresno, y Suzanne Olmsted, artista y profesora. Lleva el nombre de su abuelo por parte de madre. Tiene un hermano menor, James (nacido el 23 de mayo de 1992), que también es músico. Es de ascendencia ucraniana y mexicana.
Cuando estaba en primer grado, sus padres se separaron debido a que su padre tuvo una aventura con otra persona. Gillum y su hermano menor se fueron a vivir a casa de sus abuelos, en Berkeley (California). Ha mencionado en ciertas entrevistas que su padre estuvo muy ausente de su infancia y adolescencia desde que su madre y él se separaron. 
Más tarde, se trasladaron a North Oakland, aunque Gillum siguió asistiendo a la escuela de Berkeley. Cuando tenía 12 años, su madre empezó a salir con una mujer llamada Melissa Mills, lo que inicialmente lo confundió y avergonzó, ya que no podía comprender el cambio en la vida personal de su madre, aunque acabó aceptando a Mills como parte de la familia. Melissa Mills sufría de trastorno bipolar. Un día, Gillum la encontró muerta, posiblemente por suicidio. Gillum cuenta la experiencia en el último verso de "Everything Will Be Ok" de su segundo álbum, When It's Dark Out.
En su adolescencia trabajó en un restaurante limpiando parrillas y vendiendo salchichas, donde al lado de la caja tenía sus mixtapes a la venta.

## Carrera

### Inicios de la carrera
Comenzando como un productor discográfico, G-Eazy comenzó a trabajar en numerosos singles cuando todavía era un estudiante de La Universidad de Loyola en Nueva Orleans. A continuación, ganó un poco de reconocimiento por ser parte de la nueva escena hip hop del área de la bahía este y se unió a artistas como Lil B, Crohn y The Cataracs. Durante sus primeros años estuvo en un grupo de hip hop local llamado "The Bay Boyz" que subió varias canciones a su página oficial de Myspace.
En 2010, comenzó a hacerse popular cuando recibió la oportunidad de abrir para algunos artistas muy conocidos, sobre todo para Lil Wayne y Snoop Dogg.
G-Eazy publicó mixtapes en ese período de tiempo, pero tuvieron un éxito limitado. En agosto de 2011, dio a conocer The Endless Summer en su sitio oficial. El mixtape muestrea una serie de canciones, de las que destaca una versión actualizada de "Runaround Sue" (éxito estadounidense de 1961 interpretado por Dion DiMucci). La canción obtuvo más de cuatro millones de visitas a través de YouTube. El vídeo musical de "Runaround Sue" (con Devon Baldwin) fue dirigido por Tyler Yee. El mixtape cuenta con apariciones de Greg Banks, Erika Flores y Devon Baldwin. En noviembre de 2011, Gillum se embarcó en su gira nacional con Shwayze. "My Life Is a Party" se incluyó en Saints Row: The Third en una estación de radio del juego.
El 26 de junio de 2012 actuó en todas las fechas estadounidenses del Vans Warped Tour. El 25 de julio de 2012 se anunció el Excellent Adventure Tour, con apariciones de Hoodie Allen y G-Eazy. La gira fue a lo largo de todo EE. UU., incluyendo Pittsburgh, St. Louis, Columbus, Des Moines, Nueva Orleans, Atlanta, Austin y Filadelfia.
El 26 de septiembre de 2012, lanzó su primer álbum de larga duración, Must Be Nice, mediante un sello independiente. El disco apareció en el número 3 del iTunes Hip-Hop Chart.
En 9 de julio de 2013, G-Eazy, junto con 2 Chainz, abrieron a Lil Wayne el "America’s Most Wanted Tour". El 15 de diciembre de 2013, G-Eazy y Master Chen B interpretaron "Lotta That" de These Things Happen en Nueva York. El 15 de enero de 2014, G-Eazy anunció su "These Things Happen Tour" con MMG's Rockie Fresh, KYLE y Tory Lanez. La gira corrió durante 40 paradas a lo largo de los Estados Unidos y Canadá a partir de febrero hasta abril de 2014.

### 2014–15:These Things HappenyWhen It's Dark Out
El 23 de junio de 2014 lanzó su álbum de debut, These Things Happen, que encabezó las listas de álbumes de Hip-Hop/R&B y Rap de Billboard, además de alcanzar la tercera ubicación en el Billboard 200 y el Top Digital Albums.Se han vendido cerca de 265.000 copias hasta la fecha. El 21 de octubre de 2014, Gillum se embarcó en su gira musical "From the Bay to the Universe" con entradas agotadas. La gira viajó por todo el mundo a países como Australia y Nueva Zelanda. Esta fue su primera gira en el extranjero.
Durante el verano de 2015, G-Eazy interpretó en algunas de las principales etapas en una serie de festivales de música notables, incluyendo Lollapalooza, Electric Forest, Bonnaroo, Outside Lands, Made in America y Austin City Limits. Con el auge de su carrera musical también se ha dado a conocer en el mundo de la moda al liberar una colaboración con Rare Panther en otoño de 2015 y ser nombrado como uno de los 10 más elegantes en la New York Fashion Week en 2014.
Su segundo álbum, When It's Dark Out, fue lanzado el 4 de diciembre de 2015. El 6 de enero de 2016, G-Eazy lanzó su segunda gira mundial. El recorrido hará que G-Eazy cruce los Estados Unidos, Europa y Australia. Su sencillo "Me, Myself & I", en colaboración con Bebe Rexha, alcanzó el puesto número 7 del Billboard Hot 100 de EE. UU..

## Vida personal
Después de graduarse de la escuela secundaria de Berkeley, se trasladó a Nueva Orleans para asistir a la Universidad de Loyola. Mientras estudiaba, recibió clases de comercialización, producción y negocios. En 2011 se graduó de la Universidad de Loyola con un bachillerato en Estudios de Industria Musical.
En su juventud tuvo una relación amorosa con la cantante Devon Baldwin. En abril de 2017 empezó a salir con la cantante estadounidense Lana Del Rey; terminaron su relación 3 meses después. Desde agosto de 2017 hasta octubre de 2018 estuvo en una relación con la cantante estadounidense Halsey; y desde 2019 hasta 2020 en otra con la modelo neerlandesa Yasmin Wijnaldum. 
Desde mayo de 2020 hasta febrero de 2021 mantuvo una relación con la actriz Ashley Benson. 
En noviembre de 2021 compartió en sus redes sociales que su madre había fallecido.

## Discografía

### Álbumes
- The Epidemic LP (2009)
- Must Be Nice (2012)
- These Things Happen (2014)
- When It's Dark Out (2015)
- The Beautiful & Damned (2017)
- Everything's Strange Here (2020)
- These Things Happen Too (2021)

### Sencillos
- 2012: «Lady Killers» (con Hoodie Allen)
- 2012: «Marilyn» (con Dominique Le Jeune)
- 2013: «Far Alone» (con Jay Ant & E-40)
- 2013: «Almost Famous»
- 2013: Must Be Nice
- 2013: «Been on»
- 2014: «Tumblr Girls» (con Christopher Andersson)
- 2014: «Let's Get Lost» (con Devon Baldwin)
- 2014: «I Mean It» (con Remo)
- 2014: «Lotta That» (con A$AP Ferg & Danny Seth)
- 2015: «Me, Myself & I» (con Bebe Rexha)
- 2016: «Order More» (con Lil Wayne, Yo Gotti & Starrah)
- 2015: «Drifting» (con Chris Brown & Tory Lanez)
- 2016: «Saw It Coming» (con Jeremih)
- 2016: «Bone Marrow» (con Danny Seth)
- 2017: «Guala» (con Carnage & Thirty Rack)
- 2018: «1942» ( con Yo Gotti, YBN Nahmir)

### Colaboraciones
- 2014: «Hot Box» (Bobby Brackins) (Mila J) con G-Eazy)
- 2015: «F**k with U» (Pia Mia con G-Eazy)
- 2015: «90210» (Blackbear con G-Eazy)
- 2015: «You Don't Own Me» (Grace con G-Eazy)
- 2015: «Exotic» (Quincy featuring G-Eazy)
- 2016: «Give It Up» (Nathan Sykes con G-Eazy)
- 2016: «Make Me...» (Britney Spears con G-Eazy)
- 2016: «When I Get Back» (The Neighbourhood Featuring G-Eazy)

- 2017: «F.F.F.» (Bebe Rexha con G-Eazy)
- 2021: «Breakdown» (Demi Lovato con G-Eazy)